# SSE Composite Index
SSE Composite Index (kinesisk: 上海证券交易所综合股价指, 简称上证综指) er et aktieindeks over aktier der handles på Shanghai Stock Exchange. Aktieindekset er etableret 15. juli 1991 og består af 50 selskabers aktier.

## Vægtning og udregning
SSE indeks beregnes ved brug af en Paasche-vægtet sammensat prisindeksformel. Det betyder at indekset er baseret på en basisperiode på en bestemt basisdag for udregningen. Basisdagen for SSE Composite Index er 19. december 1990 og basisperioden er alle aktiernes markedsværdi på den pågældende basisdag. Basisværdien er 100.
- Udregningsformlen er:

Nuværende indeks = Nuværende totale markedsværdi af alle aktierne i indekset × Basisværdien / Basisperioden